# Блондинки в законе
«Блонди́нки в зако́не» (англ. Legally Blondes) — семейная американская кинокомедия 2009 года, произведенная на студии Метро-Голдвин-Майер. Альтернативное название «Блондинка в законе 3». В этом фильме Риз Уизерспун не участвует в качестве актрисы, но она является одним из продюсеров фильма.
Слоган — «Верить в себя никогда не выходить из моды!».

## Сюжет
Две блондинки близняшки Изабель (Иззи) и Анабель (Энни) Вудс переезжают из Великобритании в США для того, чтобы поступить на обучение в частную школу. В этой школе свои правила, к примеру, им приходится носить школьную форму, которая им совсем не нравится. Их мать умерла, а отец работает профессором, и им приходится получать стипендию. Как оказалось, стипендиатов здесь не любят, и девочки решают скрывать это.
Они знакомятся с Тиффани, испорченной девчонкой, отец которой является одним из спонсоров школы. При первой же встрече она подставляет их. Также девочки знакомятся с группой ребят-стипендиатов. В этой компании есть один парень по имени Крис, который очень понравился Энни. Тиффани решает избавиться от близняшек. Вместе со своим другом Джастином она подставляет Иззи и Криса на экзамене, представив всё так, словно бы они использовали шпаргалку. Директор решает исключить Иззи и Криса из школы, но они говорят, что докажут свою невиновность на школьном суде. На суде девочкам с трудом удаётся вывести на чистую воду Тиффани. И несмотря на то, что Тиффани пригрозила своим отцом, её и Джастина исключают из школы.

## В ролях
- Камилла Россо — Энни
- Ребекка Россо — Иззи
- Кристофер Казинс — Ричард (отец девочек)
- Бриттани Каррен — Тиффани
- Лиза Бейнс — директриса Эльза Хиггинс
- Кёртис Армстронг — Мистер Голден
- Роуз Абду — Сильвия
- Бобби Кампо — Крис
- Чад Брокей — Джастин
- Хлоя Бриджес — Эшли
- Кунал Шарма —Вивек
- Кристоф Сандерс — Брэд
- Таня Чисхолм — Марчи
- Тео Оливарес —Райн
- Кэролайн Фогарти —Кашер
- Тревор Дьюк — Тоби
- Роберт Белуши — Вайтер
- Серена Берне — Салес Леди
- Тэрин Коэн — Ваннайб